# Standing Still
«Standing Still» — песня немецкого певца Романа Лоба, представляющая Германию на музыкальном конкурсе Евровидение 2012. Одним из авторов песни стал британский музыкант Джейми Каллум. Сингл вышел в продажу 16 февраля 2012 года.

## Информация о песне
16 февраля 2012 Роман Лоб выиграл в отборочном конкурсе Unser Star für Baku. В финальном отборе соперником Лоба была певица Орнелла де Сантис с песней «Quietly»; по итогам телефонного голосования песня «Standing Still» победила с результатом 50,7 % голосов против 49,3 %. Во время отборочных соревнований «Standing Still» исполнялась как Романом Лобом, так и Орнеллой де Сантис, последняя также выпустила эту композицию в качестве сингла.

## Список композиций
| №  | Название         | Длительность |
| -- | ---------------- | ------------ |
| 1. | «Standing Still» | 3:25         |

| №  | Название         | Длительность |
| -- | ---------------- | ------------ |
| 1. | «Conflicted»     | 3:47         |
| 2. | «Standing Still» | 3:25         |
| 3. | «Alone»          | 3:29         |

## Позиции в чартах
| Чарт (2012)                     | Наивысшая позиция |
| ------------------------------- | ----------------- |
| Австрия (Ö3 Austria Top 40)     | 51                |
| Германия (Media Control AG)     | 3                 |
| Швейцария (Schweizer Hitparade) | 53                |

## Хронология релизов
| Страна   | Дата            | Лейбл           | Формат               |
| -------- | --------------- | --------------- | -------------------- |
| Германия | 16 февраля 2012 | Universal Music | цифровая дистрибуция |
| Германия | 21 февраля 2012 | Universal Music | 3-track-CD           |